# Park do Gorilão

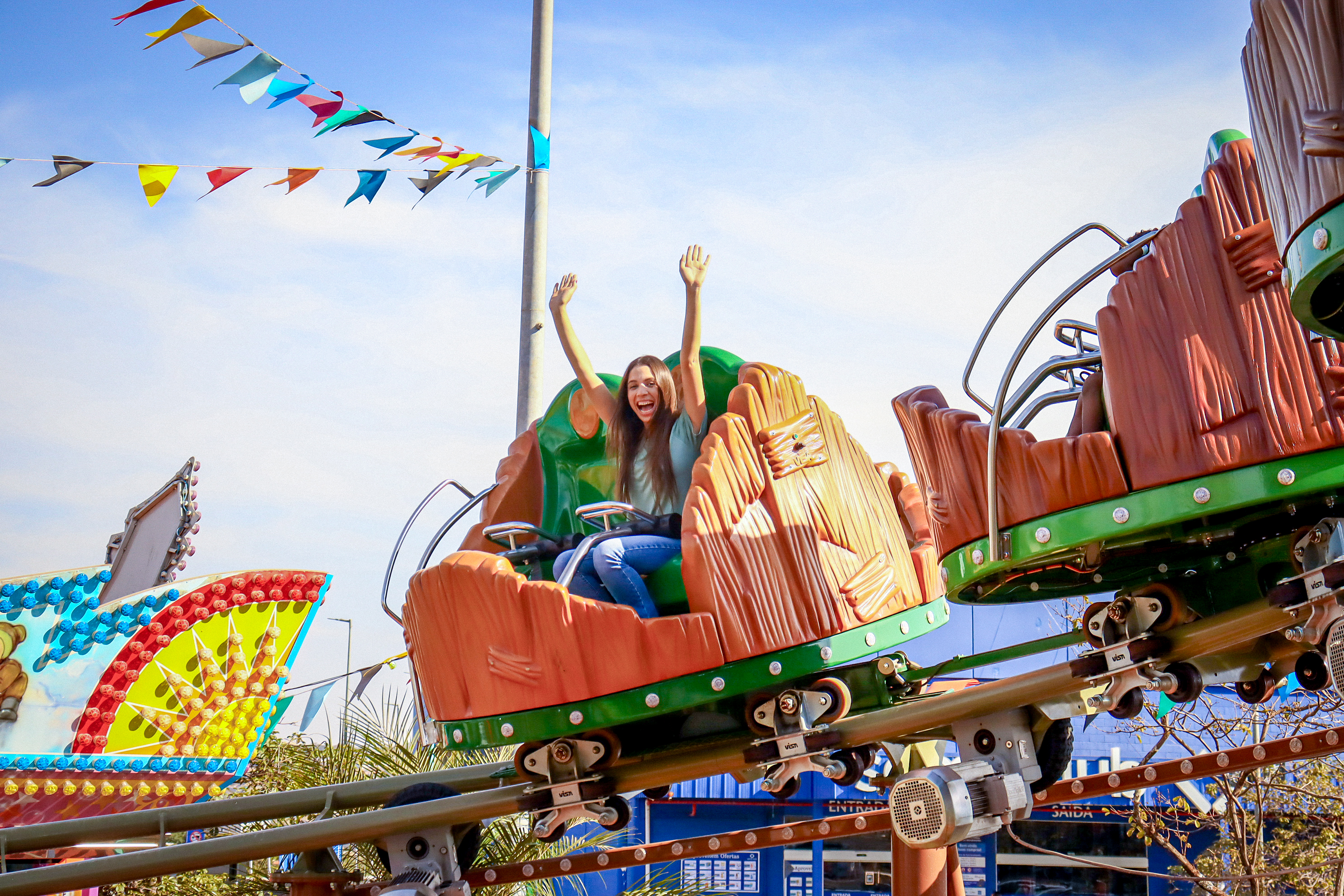

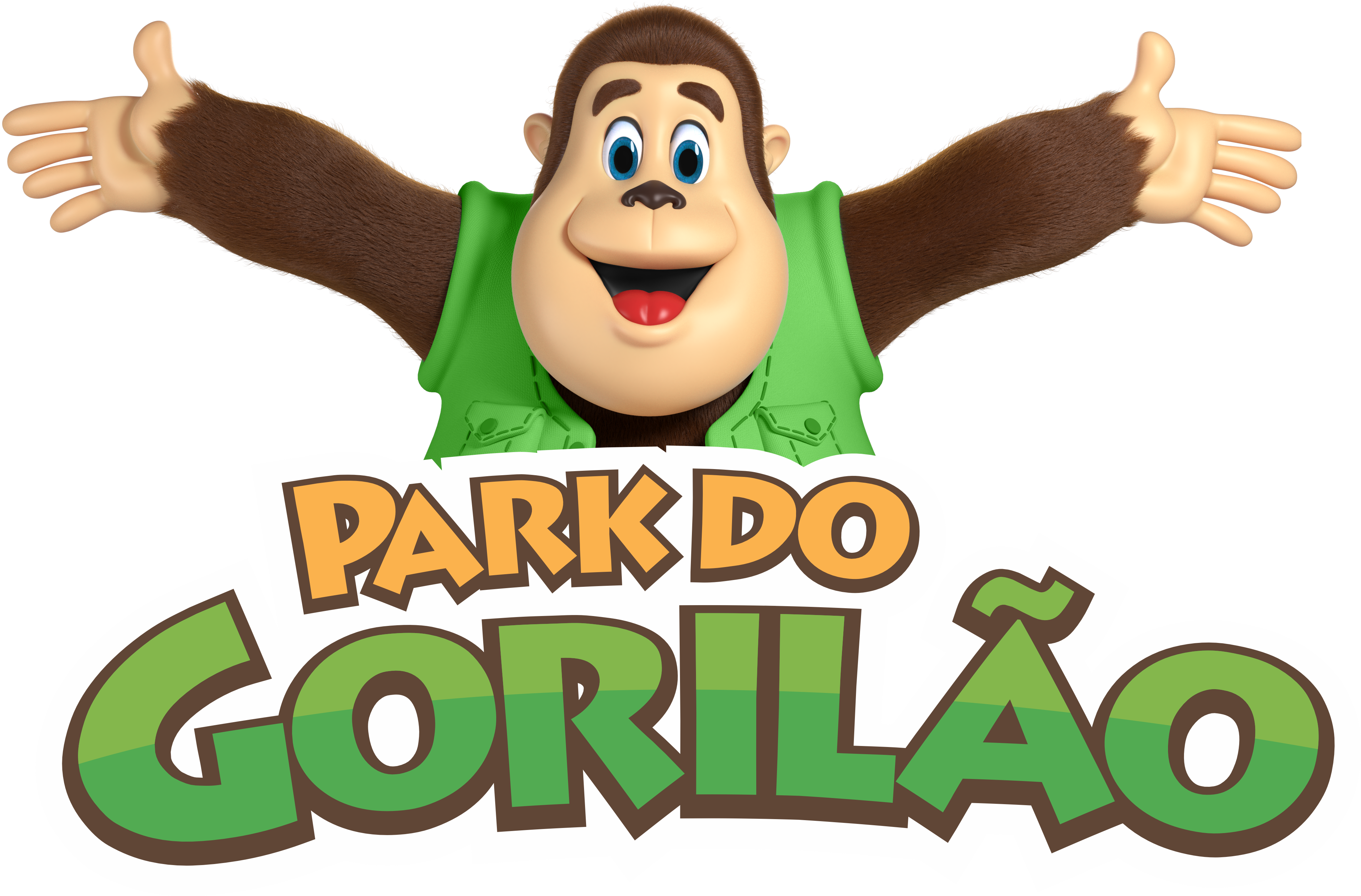

O Park do Gorilão é um parque de diversões fixo localizado no estacionamento externo do Novo Shopping, em Ribeirão Preto, interior do estado de São Paulo. É uma das principais atrações da região e pertence ao Grupo Coney Island Park, tradicional grupo de entretenimento familiar brasileiro. Com mais de 8.000 m² de área, o parque recebe anualmente mais de 1 milhão de visitantes, sendo um dos maiores polos de lazer do interior paulista. Somando todas as operações do grupo — como parques inodoro, infláveis, boliches e atrações itinerantes — são mais de 5 milhões de visitantes por ano.

## História
A história do Park do Gorilão começa no início dos anos 2000, com a inauguração do park sob o nome original de Coney Island Fiesta. Em seus primeiros anos, o parque contava com atrações marcantes, como pista de go-kart e um enorme gorila inflável na entrada — que logo se tornou um símbolo curioso e querido entre os visitantes. O carisma da figura cresceu tanto que, com o passar do tempo, o próprio público começou a se referir ao local como “o parque do gorilão”.
Em resposta à popularidade espontânea da mascote, o parque foi oficialmente rebatizado como Park do Gorilão, e o gorila se transformou em um personagem oficial: o Gorilão, um dos mascotes mais queridos do entretenimento familiar do país. Hoje, ele está presente em fantasias, cenografias, materiais promocionais e no imaginário de toda uma geração.
Por volta de 2008, o parque passou por uma mudança de localização dentro do próprio shopping, ganhando uma área mais ampla e visível. Essa realocação foi acompanhada de uma grande expansão estrutural, que ampliou o número de atrações e consolidou o espaço como destino definitivo para o lazer familiar em Ribeirão Preto. Desde então, o Park do Gorilão mantém uma jornada contínua de crescimento e inovação, sendo peça central no portfólio do Grupo Coney Island Park.

## Estrutura
O Park do Gorilão oferece uma das estruturas mais completas de entretenimento familiar do interior paulista. Com mais de 8.000 m² de área, o parque é dividido entre ambientes ao ar livre, combinando segurança, conforto e acessibilidade com uma ambientação lúdica e vibrante.
A infraestrutura foi planejada para atender famílias com crianças de todas as idades, grupos escolares, eventos corporativos e visitantes ocasionais. O Park conta com bilheteria informatizada, controle de acesso por pulseira, áreas de descanso, sanitários, fraldário, praça de alimentação com operação própria, além de loja de lembranças, loja de fotos e sorveteria temática.
Todas as atrações são distribuídas de forma estratégica, com sinalização clara, acessos nivelados, colaboradores capacitados e equipes de apoio treinadas para garantir uma experiência segura e organizada. A limpeza, manutenção e atendimento ao público são realizados de forma contínua por equipes internas, reforçando o cuidado com os detalhes e a excelência operacional.
Além das áreas dedicadas as atrações, o parque também conta com espaços específicos para festas de aniversário, excursões escolares e eventos temáticos, permitindo uma integração completa entre diversão e celebração.
Com essa estrutura robusta, o Park do Gorilão se destaca não apenas pelas atrações, mas por todo o ambiente que oferece — acolhedor, divertido, seguro e pensado nos mínimos detalhes para encantar visitantes de todas as idades.

## Atrações
O Park do Gorilão conta com mais de 20 atrações fixas, distribuídas entre brinquedos familiares, infantis e interativos. Entre os destaques está a Tronco, uma montanha-russa familiar com curvas e descidas suaves, ideal para todas as idades. A atração Zé Macedo, do tipo Magic Bikes, é a primeira versão 100% acessível deste modelo no Brasil, criada em homenagem a um membro da família fundadora do grupo.
O parque também abriga brinquedos de adrenalina como o Toin Oin Oin, uma torre de queda livre que proporciona fortes emoções a cada descida; o Rodópio, com giros rápidos e intensos que causam aquela clássica sensação de frio na barriga; e a ela, a bela e clássica Roda-Gigante com vista panorâmica de todo o Park.
Outros destaques incluem o Giant Pirat, um grande barco pirata que balança em movimentos amplos; o Cinema 7D, com sessões imersivas e efeitos sensoriais; além de brinquedos como Rockin’ Tug, que desliza e gira sobre trilhos; Kangoo, com saltos verticais; e os clássicos Bate-Bate (versões adulta e infantil).
Para o público familiar, o parque oferece atrações como Buggy, Tuli-Tulá, Maricota, e o tradicional Carrossel, além do escorregador gigante Tabogan e do percurso aquático Rio Bravo. Há ainda uma área de jogos com brinquedos de habilidade, como Tiro ao Alvo, Pesca Sapo e Pesca Shark, além de diversas outras atrações familiares.
Todas as atrações são planejadas para oferecer diversão com segurança, acessibilidade e variedade, atendendo desde crianças pequenas até adultos.

## Praça de Alimentação
No Park do Gorilão, a experiência vai muito além das atrações — ela também passa pelos sabores marcantes que fazem parte da memória afetiva de quem visita o parque. A área de alimentação é um verdadeiro festival de delícias, com opções que agradam desde os pequenos até os adultos mais exigentes.
O grande destaque é o Hot do Gorilão, o lanche mais famoso do parque. Preparado com uma salsicha de receita suíça da tradicional marca Berna, feita 100% com carne bovina, sem conservantes, nitritos ou nitratos, o hot dog é servido em um pão brioche artesanal leve e macio, que completa a combinação perfeita. O sucesso é tanto que são vendidas mais de 5 mil unidades por mês, tornando-se um verdadeiro ícone gastronômico da marca.
Outro campeão de vendas é o milho no prato, temperado na medida certa, que se tornou uma tradição entre os frequentadores. Para quem prefere um lanche mais robusto, os hambúrgueres artesanais de fraldinha são preparados na hora e acompanhados por molhos e pães selecionados, garantindo sabor e suculência em cada mordida.
Para adoçar o passeio, a Sorveteria do Gorilão traz o charme do sorvete retrô americano, com sabores que despertam lembranças da infância. O cardápio inclui ainda morango no pote, morango no espeto, algodão doce e pipoca doce, todos produtos próprios do Park. Um dos itens mais queridos é a tradicional maçã do amor, feita com a receita original da Dona Dejanira, uma das matriarcas do Grupo Coney Island — doce que atravessa gerações com seu sabor nostálgico.
E para completar a experiência, o visitante não pode deixar de provar o churros do Gorilão: crocante por fora, macio por dentro, recheado com doce de leite cremoso ou chocolate e finalizado com açúcar e canela. Uma verdadeira tentação que já se tornou parada obrigatória entre uma atração e outra.
Com produtos exclusivos, receitas artesanais e uma forte identidade de marca, a alimentação no Park do Gorilão é parte essencial da jornada de diversão — unindo sabor, afeto e autenticidade.

## Festas de Aniversário
Festas de Aniversário
Celebrar um aniversário no Park do Gorilão é muito mais do que uma festa — é viver um dia inesquecível dentro de um parque temático de diversões. Fugindo do convencional, o parque oferece uma proposta encantadora e original, que transforma a comemoração em uma verdadeira aventura para o aniversariante, seus amigos e familiares.
Ao invés de salões fechados ou buffets tradicionais, a festa acontece em um ambiente lúdico, vibrante e repleto de brinquedos e atrações. O cenário é o próprio parque: colorido, animado e com energia contagiante. Toda a estrutura foi pensada para que os convidados vivam uma experiência completa — brincando, sorrindo e criando memórias que marcam para sempre.
O sucesso desse formato é tão grande que o Park do Gorilão já alcançou a impressionante marca de mais de 2.800 festas de aniversário realizadas em um único ano, consolidando-se como referência regional nesse tipo de evento.
Os pacotes são personalizáveis e incluem:
Salas temáticas exclusivas para cada festa
Buffet completo com diversas opções de alimentação
Convites personalizados, lembrancinhas e brindes
Acesso liberado às atrações do parque
Estrutura segura, confortável e com apoio total aos pais e responsáveis
Fazer uma festa no Park do Gorilão é proporcionar ao seu filho — e a todos os convidados — uma comemoração que vai muito além do bolo e dos parabéns. É oferecer um dia inteiro de diversão, fantasia e emoção, em um dos parques mais queridos do Brasil.

## Operações Complementares
Além do parque principal, o complexo do Gorilão conta com operações complementares que ampliam ainda mais a experiência do visitante:
Boliche do Gorilão: Localizado dentro do Novo Shopping, o boliche é um ambiente moderno e climatizado, com pistas profissionais, games, simuladores lanchonete e pacotes especiais para aniversários e grupos. É o ponto de encontro ideal para jovens, adultos e famílias que querem se divertir fora dos brinquedos.
Casa do Gorilão: Um playground indoor climatizado com mais de 100 mil bolinhas, voltado ao público familiar. Equipado com escorregadores, circuitos e piscina de bolinhas, é a escolha perfeita para os dias chuvosos ou para crianças que preferem atividades em espaço fechado e seguro.
Pizzaria do Gorilão: Durante muitos anos, a pizzaria foi uma das operações gastronômicas mais queridas do parque, oferecendo um ambiente acolhedor e pratos que agradavam todas as idades. Embora tenha sido encerrada durante a pandemia, o grupo estuda seu retorno em breve — como parte do plano de revitalização de experiências familiares no parque.

## Ingressos e Funcionamento
O Park do Gorilão funciona todos os dias, inclusive aos fins de semana e feriados, com horários ajustados conforme a temporada. Os ingressos podem ser adquiridos na bilheteria física ou de forma antecipada pelo site oficial, com envio de QR Code por e-mail.
Também existem promoções e descontos especiais para:
Aniversariantes (com direito ao passaporte Amigão)
Moradores de cidades aniversariantes da região de Ribeirão Preto
Pessoas com deficiência (PCD)

## Segurança e Acessibilidade
A segurança é um valor fundamental no Park do Gorilão. Todas as atrações seguem protocolos rígidos de operação e manutenção, com inspeções frequentes e sinalização clara. Os principais cuidados incluem:
Aferição de altura com calçado para todos os brinquedos
Pulseiras de identificação para crianças pequenas e acompanhantes
Monitores treinados em cada setor do parque
Posto de Bombeiro Civil
Estrutura com rampas de acesso, banheiros adaptados e áreas sinalizadas, garantindo inclusão e conforto para todos os públicos

## Grupo Coney Island Park
O Park do Gorilão é a principal operação do Grupo Coney Island Park, um dos mais tradicionais grupos de entretenimento familiar do Brasil, com mais de 80 anos de história. A atuação do grupo se estende por diversas cidades e formatos de parque, combinando inovação, identidade própria e um profundo conhecimento da experiência do público. O grupo conta com unidades do Coney Games em Uberaba, Uberlândia e Poços de Caldas, oferecendo centros de entretenimento com atrações coletivas e interativas dentro de shoppings. Em Poços de Caldas e Cravinhos, estão localizadas unidades do Coney AR, parques infláveis indoor de grande porte que integram brincadeiras, atividades físicas e festas temáticas em ambientes seguros e climatizados.
Em Ribeirão Preto, além do Park do Gorilão, o grupo mantém o moderno Boliche do Gorilão, com pistas profissionais e ambiente para confraternizações, e a Casa do Gorilão, um a piscina de bolinhas gigante voltado ao público familiar. Também em Ribeirão, está prevista a inauguração do Coney Play, uma nova área temática indoor, e de um centro de eventos multiuso, o Novo Centro, voltado para festas, experiências corporativas e ativações exclusivas.
Outras operações do grupo incluem o Gorilão Família, localizado em Barretos, com atrações voltadas ao público familiar; Coney Island Park em Olímpia e Coney Island Park em Holambra, que se destacam por sua ambientação e integração com os polos turísticos locais;  além da tradicional unidade móvel do Coney Island Park, que viaja por todo o país. A Roda Gigante Brasil, atrações itinerantes de grande porte instaladas em eventos e cidades estratégicas, funcionando como um ícone visual e fotográfico por onde passa. Completando o portfólio, está a Jump Palooza, circuito itinerante de parques infláveis gigantes que percorre diversos estados do Brasil, levando diversão segura e acessível a shoppings, praças e feiras.
Com um portfólio amplo, versátil e em constante crescimento, o Grupo Coney Island Park ultrapassa a marca de 5 milhões de visitantes por ano e se consolida como uma das maiores referências em lazer familiar no país — unindo tradição, criatividade, operação eficiente e um forte vínculo emocional com o seu público.

## Site Oficial do Park do Gorilão
- «Site oficial do Park»